# Diana Ross
Diane "Diana" Ernestine Ross (sinh ngày 26 tháng 3 năm 1944) là một ca sĩ, diễn viên và nhà sản xuất ghi âm người Mỹ. Phong cách âm nhạc của bà đa dạng từ R&B, nhạc soul, pop cho đến disco và jazz. Trong những năm 1960, Ross là một trong những người đã giúp định hình, phát triển nền âm nhạc đại chúng và âm thanh Motown, với vai trò là ca sĩ hát chính của nhóm The Supremes trước khi rời khỏi nhóm và trở thành ca sĩ hát đơn vào đầu năm 1970. Kể từ lúc khởi đầu sự nghiệp với The Supremes cho đến nay, Diana Ross đã bán được tổng cộng hơn 100 triệu đĩa hát.
Trong những năm 1970 cho đến giữa thập niên 1980, Ross là nữ nghệ sĩ thành công nhất của kỷ nguyên nhạc rock, mở rộng sang cả các lĩnh vực điện ảnh, truyền hình và trên sân khấu Broadway. Bà đã nhận một đề cử Giải Oscar cho nữ diễn viên chính xuất sắc nhất cho vai diễn Billie Holiday trong bộ phim Lady Sings the Blues năm 1972,. cùng một giải Quả cầu vàng cũng cho vai này. Ross cũng giành được Giải thưởng Âm nhạc Mỹ, cùng với 12 lần được đề cử giải Grammy và nhận một giải Tony cho chương trình riêng của bà, An Evening with Diana Ross năm 1977.
Năm 1976, tạp chí Billboard gọi bà là "Ngôi sao giải trí nữ của thế kỷ". Sách Kỷ lục Guinness ghi nhận Diana Ross là nữ nghệ sĩ âm nhạc thành công nhất của thế kỷ 20 với tổng cộng 18 đĩa đơn quán quân tại thị trường Mỹ: trong đó 12 lần khi ở nhóm Supremes và 6 lần khi là ca sĩ đơn ca—con số kỷ lục của một nữ nghệ sĩ đơn ca lúc bấy giờ. Bà cũng là một trong số những người có hai ngôi sao trên Đại lộ Danh vọng Hollywood—một với vai trò nghệ sĩ solo và một với vai trò thành viên tam ca The Supremes. Vào tháng 12 năm 2007, bà nhận được giải thưởng vinh danh của Kennedy Center. Cho đến nay, Ross đã ghi âm được tổng cộng 57 album phòng thu, bao gồm cả những album của nhóm Supremes.

## Danh sách đĩa nhạc
- Diana Ross (1970)
- Everything Is Everything (1970)
- Surrender (1971)
- Touch Me in the Morning (1973)
- Last Time I Saw Him (1973)
- Diana Ross (1976)
- Baby It's Me (1977)
- Ross (1978)
- The Boss (1979)
- Diana (1980)
- Why Do Fools Fall in Love (1981)
- Silk Electric (1982)
- Ross (1983)
- Swept Away (1984)
- Eaten Alive (1985)
- Red Hot Rhythm & Blues (1987)
- Workin' Overtime (1989)
- The Force Behind the Power (1991)
- A Very Special Season (1994)
- Take Me Higher (1995)
- Every Day Is a New Day (1999)
- Blue (2006)
- I Love You (2006)
- Diana Ross Sings Songs From The Wiz (2015)

## Sự nghiệp điện ảnh

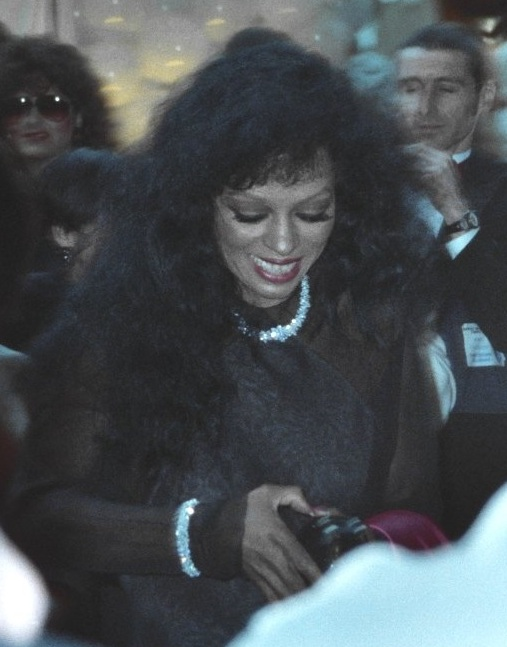
Diana Ross tại giải Grammy năm 1990

- Lady Sings the Blues (1972)
- Mahogany (1975)
- The Wiz (1978)
- Out of Darkness * (1994)
- Double Platinum * (1999)

(* = dành cho truyền hình)

## Lưu diễn
Chính
- The Diana Ross Show (1973–75)
- Tour '76 (1976)
- Tour '79 (1979)
- Diana Ross on Tour (1982)
- Up Front Tour (1983)
- Missing You Tour (1984)
- Eaten Alive Tour (1985–88)
- Workin´Overtime World Tour (1989)
- Here & Now Tour (1991–92)
- Forever Diana!: 30th Anniversary Tour (1993–94)
- Take Me Higher Tour (1995–96)
- Voice of Love Tour (1997–98)
- Always is Forever Tour (1999)
- Live Love Tour (2004)
- This is It Tour (2004)
- I Love You Tour (2006–08)
- More Today Than Yesterday: The Greatest Hits Tour (2010–11)
- In the Name of Love Tour (2013–16)

Đồng lưu diễn
- Return to Love Tour (cùng The Supremes) (2000)

Đêm diễn cố định
- The Essential Diana Ross: Some Memories Never Fade (2015)